# Napacho
Napacho è una circoscrizione rurale (rural ward) della Tanzania situata nel distretto di Nanyumbu, regione di Mtwara. Conta una popolazione di 10 092 abitanti (censimento 2012).